# Divizní generál
Divizní generál je generálská hodnost existující v ozbrojených silách některých zemí pro generály velící divizi. Příklady zahrnují například francouzskou hodnost général de division, polskou generał dywizji či španělskou general de división.
Odpovídá hodnosti generálmajor, někdy ale i generálporučík, například v případech ozbrojených sil některých latinskoamerických zemí, jako je Brazílie či Chile.
V systému hodností NATO dle standardizačního ujednání STANAG 2116 odpovídá stupni OF-7.
Nižší hodností typicky bývá brigádní generál a vyšší sborový generál, nebo jiná hodnost užívaná pro generála velícího sboru či armádě.

## Brazílie
| General de divisão |

Armáda Brazílie užívá hodnost general de divisão, která odpovídá generálporučíkovi jiných armád. Nižší hodností je general de brigada a vyšší general de exército.
Odpovídající hodností užívanou letectvem je major-brigadeiro.

## Československo

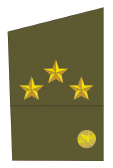
Rukávové hodnostní označení, 1930–1944

V československé armádě existovala hodnost divizní generál (dobovým pravopisem psáno česky divisní generál, slovensky divízny generál) mezi lety 1927 a 1953. Před rokem 1927 jí odpovídala hodnost generál IV. hodnostní třídy, a v roce 1953 byla nahrazena hodností generálporučík, v rámci celkové změny systému generálských hodností.
Nižší hodností byl brigádní generál a vyšší armádní generál. V roce 1947 však vznikla nová hodnost sborový generál, která pak byla stupněm mezi divizním a armádním generálem.
V prvorepublikové armádě nositelé hodnosti divizní generál zpočátku zastávali většinou funkce velitele divize, ale po zrušení stupně brigáda u pěších divizí, zmenšení stavů mužstva v nich, zvětšení počtu divizí v druhé polovině 30. let a vzniku sborových velitelství následně většině divizí veleli brigádní generálové a divizní generálové typicky zastávali funkce velitele sboru či v době mobilizace hraničního pásma. 
Výjimku představoval Vojtěch Luža, který v září 1938 v této hodnosti stanul v čele II. armády, což byla nejméně početná polní armáda mobilizované československé branné moci.
U nebojových služeb diviznímu generálu odpovídala hodnost generál šéf příslušné složky, například generál šéf intendantstva, generál šéf justiční služby či generál šéf zdravotnictva. Tyto separátní hodnosti pro generály služeb byly zrušeny v roce 1949.

### Označení hodnosti
Hodnostní označení divizního generála bylo původně umístěné nad manžetou rukávu bluzy, podobně jako u dalších generálských hodností československé armády téhož období, a tvořeno bylo třemi zlatými pěticípými hvězdami, uspořádanými do trojúhelníku, ale v průběhu druhé světové války se z důvodů zjednodušení uniforem distinkce generálů exilových ozbrojených sil přesunuly, po 20. dubnu 1944, na nárameníky odpovídající jinak provedením nárameníkům vyšších důstojníků, lemované zlatou sutaškou.
Počet hvězd v označení divizního generála byl také snížen na dvě (současně byla hodnost brigádního generála nově označena jen jednou hvězdou) a generálské nárameníkové označení bylo doplněno o zkřížené meče.
Tato podoba byla zachována i v armádě poválečné republiky.
Po únorovém převratu došlo s účinností od roku 1951 k zavedení vyztužených nárameníků sovětského typu, s dekorativním lomeným dezénem žluté (na slavnostní uniformě zlaté) barvy na nichž byly bílé vyšívané či stříbrné pěticípé hvězdy. Počet hvězd zůstal zachován. Existovalo i polní provedení s matnými mořenými hvězdami.

## Francie
| Général de division | Général de division aérienne |

V ozbrojených silách Francie existuje od roku 1793 hodnost général de division u armády (mezi lety 1814 až 1848 označovaná jako lieutenant-général des armées) a od roku 1933 u letectva général de division aérienne (generál vzdušné divize). Nižší hodností je général de brigade a u letectva général de brigade aérienne.
Divizní generál je formálně nejvyšší generálskou hodností (grade) ozbrojených sil Francie, následující stupně général de corps d'armée a général de corps aérien (sborový generál) a général d'armée a général d'armée aérienne (armádní generál) jsou oficiálně považovány pouze za označení postavení a pojmenování (rang et appellation) některých divizních generálů pověřených například velením větších formací.
Maršál Francie je pak pouze důstojenstvím či čestným titulem (dignité dans l'État) udělovaným vítězným vojevůdcům za úspěchy ve válce.
Hodnost général de division existuje i u Gendarmerie nationale.

## Itálie
| Generale di divisione | Generale di divisione aerea | Generale di divisione (Carabinieri) |

Italská armáda užívá pro dvojhvězdičkové generály bojových složek hodnost generale di divisione, a letectvo generale di divisione aerea. Nižší hodností jsou generale di brigata a generale di brigata aerea (brigádní generál ) a vyšší hodností generale di corpo d'armata, respektive u letectva generale di squadra aerea (sborový generál).
Ekvivalentní hodnost u jiných než bojových složek armády, například technických či týlového zabezpečení, je označována jako maggior generale (generálmajor).

Hodnost generale di divisione je užívána i bezpečnostními sbory jako jsou Carabinieri, Polizia di Stato a Guardia di Finanza.

## Jugoslávie
V armádě a letectvu Království Srbů, Chorvatů a Slovinců (později Jugoslávské království) existovala hodnost divizního generála (srbochorvatsky Дивизијски генерал/divizijski general, slovinsky divizijski general) mezi lety 1923 a 1945. Nižší hodností byl brigadni general a vyšší armijski general.

## Polsko
| Generał dywizji (armáda) | Generał dywizji (letectvo) |

V polské armádě existuje hodnost generał dywizji od roku 1922. Navazuje na stejnojmennou hodnost, existující již v armádách Varšavského knížectví a Kongresového Polska.
Nižší hodností je generał brygady a vyšší generał broni (generál druhu zbraně).

## Španělsko
| Armáda | Letectvo | Námořní pěchota | Guardia Civil |
| ------ | -------- | --------------- | ------------- |
|        |          |                 |               |

Ve španělských ozbrojených silách existuje hodnost general de división u armády, letectva, námořní pěchoty a také u španělského četnictva Guardia Civil.
Nižší hodností je general de brigada a vyšší teniente general, s výjimkou námořní pěchoty, u níž je general de división nejvyšší existující hodností.

## Švýcarsko
| Distinkce divizionáře | Képi divizionáře |

Švýcarská armáda užívá hodnost divizionář (francouzsky divisionnaire, italsky divisionario, německy divisionär, rétorománsky divisionar, zkratkou Div) jako označení pro důstojníka odpovídajícího generálu velícímu divizi v jiných armádách.
Nižší hodností je brigadýr (brigadier) a vyšší sborový velitel (commandant de corps/comandante di corpo/korpskommandant/cumandant da corp).